# Charlene (Sängerin)
Charlene (* 1. Juni 1950 in Los Angeles als Charlene Marilynn D’Angelo), auch bekannt als Charlene Duncan bzw. Charlene Oliver, ist eine US-amerikanische Popsängerin. Ihr größter Erfolg war der Nummer-eins-Hit I’ve Never Been to Me im Jahr 1982.

## Biografie
Charlene D’Angelo wurde 1950 in Hollywood geboren. Sie heiratete mit 16 Jahren den Gitarristen Larry Duncan. Später war sie Backgroundsängerin von Petula Clark in Las Vegas und mit 23 Jahren wurde sie vom Label Motown als eine der ersten weißen Sängerinnen unter Vertrag genommen. Als Charlene Duncan veröffentlichte sie ihre ersten Singles Give It One More Try und All That Love Went to Waste, an denen ihr Ehemann als Songwriter bzw. Produzent beteiligt gewesen war. Der erste Anlauf war erfolglos, doch zwei Jahre später folgte ein zweiter Anlauf mit dem Songwriter-Team Ron Miller und Ken Hirsch. Sie nannte sich nur noch Charlene und so hieß auch ihr erstes Album. It Ain’t Easy Comin’ Down hieß 1977 ihr erster Charthit in den US-Singlecharts, es folgten Freddie und I’ve Never Been to Me. Alle drei Songs schafften es gerade so in die Top 100, das Album konnte sich nicht platzieren. Es folgten die Singles Are You Free? und I Won’t Remember Ever Loving You, die aber beide floppten. Ein geplantes zweites Album kam danach nicht mehr zustande und der Vertrag mit Motown lief ohne weitere Veröffentlichungen aus.
Der Song I’ve Never Been to Me hatte zwar nur Platz 97 erreicht, war aber so populär, dass ihn 1977/78 auch Nancy Wilson und Mary MacGregor aufnahmen und in die R&B- bzw. in die Adult-Contemporary-Charts brachten. 1982 soll der Radiomoderator Scott Shannon in Florida die Aufnahme von Charlene entdeckt und so lange gespielt haben, bis er ein lokaler Hit wurde und Motown sich zu einem weiteren Anlauf mit Charlene entschloss. Die Sängerin hatte sich in der Zwischenzeit von Larry Duncan getrennt und war mit ihrem neuen Ehemann Jeff Oliver nach England gezogen. I’ve Never Been to Me wurde in einer leicht veränderten Version und mit einem neu gedrehten Video wiederveröffentlicht. Im Mai 1982 erreichte es Platz 3 in den USA und wenig später in ihren neuen Heimat Großbritannien sogar Platz eins. In Irland und Australien schaffte es Charlene ebenfalls bis an die Spitze und in Ländern wie Neuseeland, den Niederlanden und Norwegen kam sie in die Top 10. Unter demselben Titel wie das Lied wurde auch ein Album veröffentlicht, das im Wesentlichen eine Kompilation früherer Aufnahmen war und ebenfalls noch einige kleinere Chartplatzierungen erreichen konnte.
Noch im selben Jahr erschien aber auch ein neues Album mit dem Titel Used to Be. Den Titelsong nahm Charlene zusammen mit Stevie Wonder auf. Allerdings war der Liedtext ziemlich gesellschaftskritisch, weshalb ihn sowohl die Radiosender in USA als auch in Großbritannien weitgehend boykottierten. Das Lied kam trotzdem noch auf Platz 46 in den USA und auch das Album platzierte sich. Aber für ihre weitere Karriere war es ein Rückschlag und als 1984 das Album Hit & Run Lover erfolglos blieb, bedeutete das erneut das Aus, weshalb Charlene auch als One-Hit-Wonder gilt. I’ve Never Been to Me wurde zu einem Klassiker und fand Eingang unter anderem in die Serien Desperate Housewives und Die Simpsons und in den Film Shrek der Dritte (allerdings von verschiedenen Interpretinnen). 2002 und 2012 wurde Charlenes Aufnahme noch einmal als Remix veröffentlicht und die Sängerin brachte in den 2010ern noch ein paar neue Singles heraus, sie stieß damit aber auf wenig Interesse. Als Charlene Oliver veröffentlichte sie 2009 ihre Autobiografie sowie ein Jahr später das Kinderbuch The Life and Tails of Herman the Worm und 2016 den Roman Orphan Train.

## Diskografie

### Alben
| Jahr | Titel                 | Höchstplatzierung, Gesamtwochen, AuszeichnungChartplatzierungen (Jahr, Titel, Platzierungen, Wochen, Auszeichnungen, Anmerkungen) | Höchstplatzierung, Gesamtwochen, AuszeichnungChartplatzierungen (Jahr, Titel, Platzierungen, Wochen, Auszeichnungen, Anmerkungen) | Anmerkungen |
| Jahr | Titel                 | UK | US | Anmerkungen |
| ---- | --------------------- | --- | --- | ----------- |
| 1982 | I’ve Never Been to Me | UK43 (4 Wo.)UK | US36 (20 Wo.)US |             |
| 1982 | Used to Be            | — | US162 (7 Wo.)US |             |

Weitere Alben
- Charlene (1976, Neuauflage 1977 als Songs of Love)
- The Sky Is the Limit (1982)
- Hit & Run Lover (1984)

### Singles
| Jahr | Titel Album                         | Höchstplatzierung, Gesamtwochen, AuszeichnungChartplatzierungen (Jahr, Titel, Album, Platzierungen, Wochen, Auszeichnungen, Anmerkungen) | Höchstplatzierung, Gesamtwochen, AuszeichnungChartplatzierungen (Jahr, Titel, Album, Platzierungen, Wochen, Auszeichnungen, Anmerkungen) | Höchstplatzierung, Gesamtwochen, AuszeichnungChartplatzierungen (Jahr, Titel, Album, Platzierungen, Wochen, Auszeichnungen, Anmerkungen) | Anmerkungen                                       |
| Jahr | Titel Album                         | CH | UK | US | Anmerkungen                                       |
| ---- | ----------------------------------- | --- | --- | --- | ------------------------------------------------- |
| 1977 | It Ain’t Easy Comin’ Down Charlene  | — | — | US97 (4 Wo.)US | Autoren: Ron Miller, Ken Hirsch                   |
| 1977 | Freddie Songs of Love               | — | — | US96 (3 Wo.)US | Autoren: Ron Miller, Ken Hirsch                   |
| 1977 | I’ve Never Been to Me Songs of Love | — | — | US97 (3 Wo.)US | Autoren: Ron Miller, Ken Hirsch                   |
| 1982 | I’ve Never Been to Me               | — | UK1 Silber · (12 Wo.)UK | US3 (20 Wo.)US | Autoren: Ron Miller, Ken Hirsch                   |
| 1982 | Used to Be                          | CH13 (3 Wo.)CH | — | US46 (11 Wo.)US | mit Stevie Wonder Autoren: Ron Miller, Ken Hirsch |

Weitere Singles
- Give It One More Try / Relove (1973)
- All That Love Went to Waste (1974)
- Are You Free? (1978)
- I Won’t Remember Ever Loving You / Hungry (1980)
- I Want to Go Back There Again (1982)
- We’re Both in Love with You (1984)
- Hit & Run Lover (1984)
- I’ve Never Been to Me (Dance Version) (2002)
- I’ve Never Been to Me (Club/House Mix) (2012)
- California Dreamin’ (2012)
- Heard You on the Radio (2013)
- I Was You (2018)

## Bibliografie
Folgende Bücher wurden unter dem Namen Charlene Oliver veröffentlicht:
- I’ve Never Been to Me, Autobiografie, mit Jordan Paramor, 2009, ISBN 9781542791823
- The Life and Tails of Herman the Worm, Kinderbuch, illustriert von Mike Whiting, 2010, ISBN 9781449093570
- Orphan Train, Roman, 2016, ISBN 9781533069696